# La galería de los corazones rotos
La galería de los corazones rotos (título original en inglés: The Broken Hearts Gallery) es una película de comedia romántica de 2020 escrita y dirigida por Natalie Krinsky, en su debut como directora. Producida por Selena Gomez, la película está protagonizada por Geraldine Viswanathan, Dacre Montgomery, Utkarsh Ambudkar, Molly Gordon, Phillipa Soo y Bernadette Peters. La trama sigue a una veinteañera de la ciudad de Nueva York que es abandonada por su último novio y crea una galería de arte para exhibir artículos de relaciones anteriores de las personas. 
La película se estrenó en cines en los Estados Unidos el 11 de septiembre de 2020, con críticas generalmente positivas de los críticos.

## Reparto
- Geraldine Viswanathan como Lucy Gulliver
- Dacre Montgomery como Nick Danielson
- Utkarsh Ambudkar como Max Vora
- Molly Gordon como Amanda
- Phillipa Soo como Nadine
- Bernadette Peters como Eva Woolf
- Arturo Castro como Marcos
- Suki Waterhouse como Chloe
- Ego Nwodim como Harvard
- Taylor Hill como Taylor
- Roy Choi como él mismo
- Megan Ferguson como Randy
- Tattiawna Jones como Dra. Amelia Black
- Nathan Dales como Jeff
- Tricia Black como Trabajadora de Good Will

## Producción
En mayo de 2019, se anunció que Geraldine Viswanathan, Dacre Montgomery y Utkarsh Ambudkar se habían unido al elenco de la película, entonces titulada The Broken Heart Gallery, con Natalie Krinsky dirigiendo a partir de un guion que ella escribió. Selena Gomez se desempeñó como productora ejecutiva a través de July Moon Productions. En septiembre de 2019, se anunció que  Molly Gordon, Suki Waterhouse, Phillipa Soo, Arturo Castro y Bernadette Peters se habían unido al elenco de la película.
El rodaje comenzó en Toronto (Canadá), en julio de 2019. Posteriormente se trasladó a la ciudad de Nueva York y concluyó a finales de agosto.

## Estreno
En junio de 2020, TriStar Pictures y Stage 6 Films adquirieron los derechos de distribución de la película y la fijaron para su estreno el 10 de julio de 2020. Luego se retrasó hasta el 17 de julio y luego nuevamente hasta el 7 de agosto de 2020 debido a la pandemia de COVID-19. Sin embargo, más tarde se retiró del calendario y finalmente se programó su estreno para el 11 de septiembre de 2020. El 3 de septiembre de 2020, la película se estrenó en el autocine de Sony Pictures Studios en su lote de Culver City como parte del evento "Drive-In Experience" de la compañía.